# Агартала
Агартала — місто на північному сході Індії, адміністративний центр штату Трипура.

## Географія
Розташоване на заході штату, за 2 км від кордону з Бангладеш на річці хаорі (басейн Гангу).

### Клімат
Місто знаходиться у зоні, котра характеризується кліматом тропічних саван. Найтепліший місяць — травень із середньою температурою 28.2 °C (82.8 °F). Найхолодніший місяць — січень, із середньою температурою 17.8 °С (64 °F).
| Клімат Агартали         | Клімат Агартали | Клімат Агартали | Клімат Агартали | Клімат Агартали | Клімат Агартали | Клімат Агартали | Клімат Агартали | Клімат Агартали | Клімат Агартали | Клімат Агартали | Клімат Агартали | Клімат Агартали | Клімат Агартали |
| Показник                | Січ.            | Лют.            | Бер.            | Квіт.           | Трав.           | Черв.           | Лип.            | Серп.           | Вер.            | Жовт.           | Лист.           | Груд.           | Рік             |
| Абсолютний максимум, °C | 30              | 33              | 38              | 42              | 40              | 36              | 35              | 36              | 36              | 33              | 32              | 30              | 42              |
| Середній максимум, °C   | 25,6            | 28,3            | 32,5            | 33,7            | 32,8            | 31,8            | 31,4            | 31,7            | 31,7            | 31,1            | 29,2            | 26,4            | 30,5            |
| Середня температура, °C | 17,8            | 20,8            | 25,6            | 28              | 28,2            | 28,2            | 28,1            | 28,2            | 28              | 26,6            | 22,9            | 18,9            | 25,1            |
| Середній мінімум, °C    | 10              | 13,2            | 18,7            | 22,2            | 23,5            | 24,6            | 24,8            | 24,7            | 24,3            | 22              | 16,6            | 11,3            | 19,7            |
| Абсолютний мінімум, °C  | 2               | 0               | 7               | 10              | 16              | 18              | 17              | 17              | 20              | 15              | 5               | 2               | 0               |
| Норма опадів, мм        | 27.5            | 21.5            | 60.7            | 199.7           | 329.9           | 393.4           | 363.1           | 298.7           | 232.4           | 162.5           | 46              | 10.6            | 2146            |
| Вологість повітря, %    | 70              | 66              | 63              | 70              | 78              | 86              | 86              | 87              | 86              | 84              | 76              | 75              | 77              |
| ----------------------- | --------------- | --------------- | --------------- | --------------- | --------------- | --------------- | --------------- | --------------- | --------------- | --------------- | --------------- | --------------- | --------------- |
| Джерело: Weatherbase    |                 |                 |                 |                 |                 |                 |                 |                 |                 |                 |                 |                 |                 |

## Історія
Місто було засноване махараджею Крішна Кішоре Маник 1849 року, як нова столиця князівства. У 1940-х роках при махараджі Бір Бікрам Маник Бахадур місто було суттєво перебудоване та розширене.

## Населення
Населення — 399 688 осіб (2011), переважно бенгальці. Найбільше місто штату. Населення міста збільшилося більш ніж удвічі після перепису 2001 року, коли воно становило 189,3 тис. жителів, за рахунок розширення території міста. Більшість населення міста індуїсти, також існують громади мусульман, християн-баптистів та буддистів.

## Транспорт
Аеропорт (Agartala Airport). Влітку 2008 року була відкрита залізнична лінія, що зв'язала місто з індійським штатом Ассам.
Університет (Tripura University).